# إبرة الفراشة

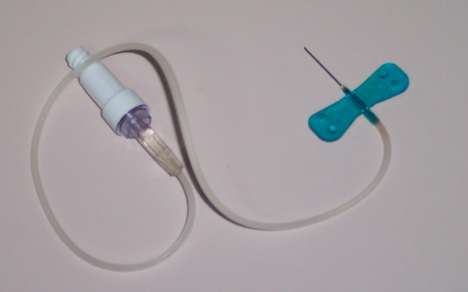
إبرة الفراشة

إبرة الفراشة واللتي تعرف بالفراشة هي أداة تستخدم لحقن الوريد : أي للوصول إلى وريد أو شريان سطحي إما للحقن الوريدي أو لسحب الدم . يتكون من: إبرة حقن وجناحان مرنان، وأنبوب شفاف مرن صغير الحجم (غالبًا بطول ما بين 20 ل 35 مم)، وأخيرًا، موصل يقوم بوصل الأنبوب بجهاز آخر: مثل المحقنة، أو أنابيب جمع العينات، أو أنبوب التمديد من مضخة التسريب أو كيس/زجاجة التسريب / نقل الدم.
الطرازات الأحدث تحتوي على آلية إنزلاق وإقفال لعزل الإبرة بعد الإستخدام، مما يساعد على تجنبإصابات الوخز بالإبر أو إعادة استخدام الإبر المستخدمة، والتي يمكن أن تنقل الأمراض المعدية مثل فيروس نقص المناعة البشرية والتهاب الكبد الفيروسي.

## الإستخدام

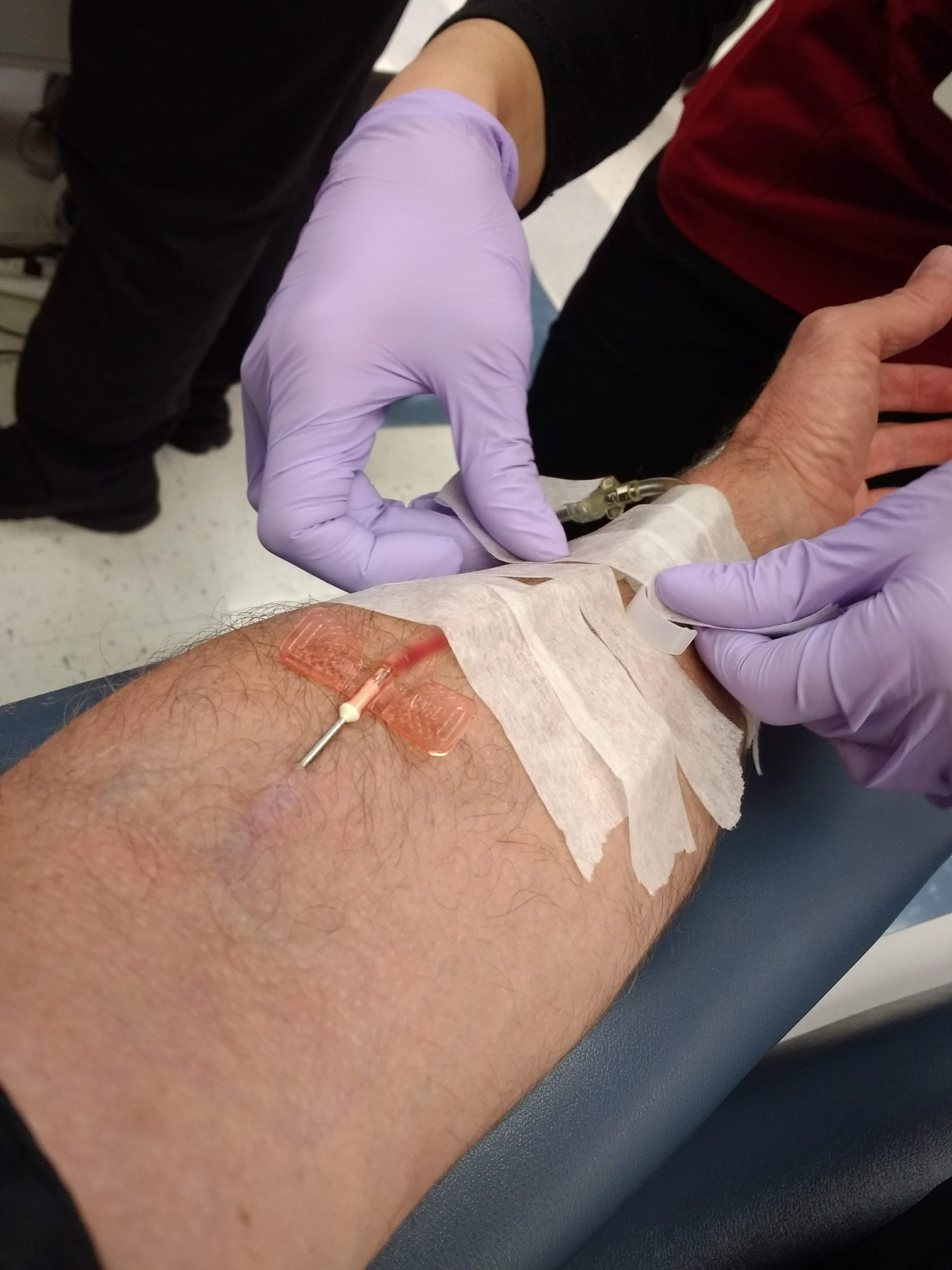
فراشة على ذراع خلال التبرع بالصفائح الدموية.

أثناء حقن الوريد، تُحمل الفراشة من أجنحتها بالإبهام والسبابة. هذه القبضة تسهل وضع الإبرة بدقة. يتم إدخال الإبرة للوريد بزاوية صغيرة. عندما تدخل الإبرة للوريد، يدفع ضغط الدم مقداراً ضئيلاً من الدم إلى الأنبوب الشفاف للفراشة مما يوفر علامة بصرية تسمى "الوميض" أو "الارتداد"، والتي تتيح للحاقن معرفة أن الإبرة موجودة بالفعل داخل الوريد.

للفراشة مزايا أكثر من الإبرة المستقيمة البسيطة. يصل الأنبوب المرن للفراشة إلى مساحة أكبر من الجسم ويتحمل حركة المريض بشكل أكبر. دقة توضيع الفراشة يسهل عملية ثقب الأوردة الرقيقة أو التي يصعب الوصول إليها بطريقة أخرى. يسهل تصميم إدخال الزاوية الضحلة للفراشة عملية ثقب الوريد من الأوردة السطحية للغاية، مثل أوردة اليد أو المعصم أو فروة الرأس.